# Mistrzostwa Świata w Piłce Nożnej 2010 (eliminacje strefy UEFA)/Grupa 3
W Grupie 3 eliminacji do MŚ 2010 brały udział następujące zespoły:
- Czechy
- Polska
- Słowacja
- Irlandia Północna
- Słowenia
- San Marino

## Tabela
| Miejsce | Drużyna           | Mecze | Punkty | Zwyc. | Rem. | Por. | Bramki |
| ------- | ----------------- | ----- | ------ | ----- | ---- | ---- | ------ |
| 1       | Słowacja          | 10    | 22     | 7     | 1    | 2    | 22-10  |
| 2       | Słowenia          | 10    | 20     | 6     | 2    | 2    | 18-4   |
| 3       | Czechy            | 10    | 16     | 4     | 4    | 2    | 17-6   |
| 4       | Irlandia Północna | 10    | 15     | 4     | 3    | 3    | 13-9   |
| 5       | Polska            | 10    | 11     | 3     | 2    | 5    | 19-14  |
| 6       | San Marino        | 10    | 0      | 0     | 0    | 10   | 1-47   |

|                   | Czechy | Irlandia Północna | Polska | San Marino | Słowacja | Słowenia |
| ----------------- | ------ | ----------------- | ------ | ---------- | -------- | -------- |
| Czechy            | X      | 0:0               | 2:0    | 7:0        | 1:2      | 1:0      |
| Irlandia Północna | 0:0    | X                 | 3:2    | 4:0        | 0:2      | 1:0      |
| Polska            | 2:1    | 1:1               | X      | 10:0       | 0:1      | 1:1      |
| San Marino        | 0:3    | 0:3               | 0:2    | X          | 1:3      | 0:3      |
| Słowacja          | 2:2    | 2:1               | 2:1    | 7:0        | X        | 0:2      |
| Słowenia          | 0:0    | 2:0               | 3:0    | 5:0        | 2:1      | X        |

## Wyniki
| 6 września 2008 16:55 CET | Polska · Żewłakow 17' (k) | 1:1(1:1)Raport | Słowenia · Dedič 35' | Stadion Oporowska, Wrocław Widzów: 7 300 Sędzia: Kristinn Jakobsson |
|                           |                           |                |                      |                                                                     |

| 6 września 2008 17:30CET | Słowacja · Škrtel 46' · Hamšík 70' | 2:1(0:0)Raport | Irlandia Północna · Ďurica 81' (sam.) | Tehelné pole, Bratysława Widzów: 5 445 Sędzia: Nikołaj Iwanow |
|                          |                                    |                |                                       |                                                               |

| 10 września 2008 20:30 CET | San Marino | 0:2(0:1)Raport | Polska · Smolarek 36' · R. Lewandowski 68' | Stadion Olimpijski w San Marino, Serravalle Widzów: 2 374 Sędzia: Christoforos Zografos |
|                            |            |                |                                            |                                                                                         |

| 10 września 2008 20:45 CET | Słowenia · Novakovič 28', 82' | 2:1(1:0)Raport | Słowacja · Jakubko 84' | Stadion Ljudski vrt, Maribor Widzów: 9 900 Sędzia: Svein Oddvar Moen |
|                            |                               |                |                        |                                                                      |

| 10 września 2008 20:45 CET | Irlandia Północna | 0:0(0:0)Raport | Czechy | Windsor Park, Belfast Widzów: 12 882 Sędzia: Ivan Bebek |
|                            |                   |                |        |                                                         |

| 11 października 2008 20:30 CET | Polska · Brożek 27' · Błaszczykowski 53' | 2:1(1:0)Raport | Czechy · Fenin 87' | Stadion Śląski, Chorzów Widzów: 38 293 Sędzia: Wolfgang Stark |
|                                |                                          |                |                    |                                                               |

| 11 października 2008 20:30 CET | San Marino · Selva 45' | 1:3(1:2)Raport | Słowacja · Šesták 32' · Kozák 39' · Karhan 50' | Stadion Olimpijski w San Marino, Serravalle Widzów: 1 037 Sędzia: Sascha Kever |
|                                |                        |                |                                                |                                                                                |

| 11 października 2008 20:45 CET | Słowenia · Novakovič 84' · Ljubijankič 85' | 2:0(0:0)Raport | Irlandia Północna | Ljudski vrt, Maribor Widzów: 12 385 Sędzia: Eduardo Iturralde González |
|                                |                                            |                |                   |                                                                        |

| 15 października 2008 17:30 CET | Czechy · Sionko 63' | 1:0(0:0)Raport | Słowenia | Na Stínadlech, Cieplice Widzów: 15 220 Sędzia: Martin Atkinson |
|                                |                     |                |          |                                                                |

| 15 października 2008 20:30 CET | Słowacja · Šesták 85', 86' | 2:1(0:0)Raport | Polska · Smolarek 70' | Tehelné pole, Bratysława Widzów: 17 650 Sędzia: Bertrand Layec |
|                                |                            |                |                       |                                                                |

| 15 października 2008 20:45 CET | Irlandia Północna · Healy 30' · McCann 43' · Lafferty 55' · Davis 74' | 4:0(2:0)Raport | San Marino | Windsor Park, Belfast Widzów: 12 957 Sędzia: Petteri Kari |
|                                |                                                                       |                |            |                                                           |

| 19 listopada 2008 20:30 CET | San Marino | 0:3(0:0)Raport | Czechy · Kováč 47' · Pospěch 53' · Necid 83' | Stadion Olimpijski w San Marino, Serravalle Widzów: 1 318 Sędzia: Hannes Kaasik |
|                             |            |                |                                              |                                                                                 |

| 11 lutego 2009 20:30 CET | San Marino | 0:3(0:2)Raport | Irlandia Północna · McAluey 6' · McCann 32' · Brunt 63' | Stadion Olimpijski w San Marino, Serravalle Widzów: 1 942 Sędzia: Dragomir Stanković |
|                          |            |                |                                                         |                                                                                      |

| 28 marca 2009 18:15 CET | Irlandia Północna · Feeney 10' · Evans 48' · Żewłakow 61' (sam.) | 3:2(1:1)Raport | Polska · Jeleń 27' · Saganowski 90+3' | Windsor Park, Belfast Widzów: 13 357 Sędzia: Martin Hansson |
|                         |                                                                  |                |                                       |                                                             |

| 28 marca 2009 20:45 CET | Słowenia | 0:0(0:0)Raport | Czechy | Ljudski vrt, Maribor Widzów: 12 500 Sędzia: Pedro Proenca |
|                         |          |                |        |                                                           |

| 1 kwietnia 2009 20:30 CET | Polska · Boguski 1', 27' · Smolarek 18', 60', 72', 81' · R. Lewandowski 43' · Jeleń 51' · M. Lewandowski 63' · Saganowski 88' | 10:0(4:0)Raport | San Marino | Arena Kielc, Kielce Widzów: 15 200 Sędzia: Aliaksei Kulbakou |
|                           | |                 |            |                                                              |

| 1 kwietnia 2009 20:45 CET | Irlandia Północna · Feeney 72' | 1:0(0:0)Raport | Słowenia | Windsor Park, Belfast Widzów: 13 243 Sędzia: Alon Yefet |
|                           |                                |                |          |                                                         |

| 1 kwietnia 2009 20:30 CET | Czechy · Jankulovski 30' | 1:2(1:1)Raport | Słowacja · Šesták 22' · Jendrišek 82' | AXA Arena, Praga Widzów: 14 956 Sędzia: Alberto Undiano Mallenco |
|                           |                          |                |                                       |                                                                  |

| 6 czerwca 2009 18:30 CET | Słowacja · Čech 3', 32' · Pekarík 12' · Stoch 35' · Kozák 42' · Jakubko 63' · Hanzel 68' | 7:0(5:0)Raport | San Marino | Tehelné pole, Bratysława · Widzów: 6 652 · Sędzia: Jerome Efong Nzolo ( Belgia) |
|                          |                                                                                          |                |            |                                                                                 |

| 12 sierpnia 2009 20:45 CET | Słowenia · Koren 19', 74' · Radosavljevič 39' · Kirm 54' · Ljubijankič 90+3' | 5:0(2:0)Raport | San Marino | Stadion Ljudski vrt, Maribor Widzów: 4 400 Sędzia: Dimitar Meckarovski |
|                            |                                                                              |                |            |                                                                        |

| 5 września 2009 20:30 CET | Polska · M. Lewandowski 80' | 1:1(0:1)Raport | Irlandia Północna · Lafferty 37' | Stadion Śląski, Chorzów Widzów: 38 914 Sędzia: Manuel Mejuto González |
|                           |                             |                |                                  |                                                                       |

| 5 września 2009 20:30 CET | Słowacja · Šesták 60' · Hamšík 73' (k) | 2:2(0:0)Raport | Czechy · Pudil 68' · Baroš 84' | Tehelné pole, Bratysława Widzów: 23 800 Sędzia: Tom Øvrebø |
|                           |                                        |                |                                |                                                            |

| 9 września 2009 20:45 CET | Słowenia · Dedič 13' · Novakovič 45' · Birsa 63' | 3:0(2:0)Raport | Polska | Stadion Ljudski vrt, Maribor · Widzów: 10 226 · Sędzia: William Collum ( Szkocja) |
|                           |                                                  |                |        |                                                                                   |

| 9 września 2009 20:45 CET | Irlandia Północna | 0:2(0:1)Raport | Słowacja · Šesták 15' · Hološko 67' | Windsor Park, Belfast · Widzów: 13 019 · Sędzia: Björn Kuipers ( Holandia) |
|                           |                   |                |                                     |                                                                            |

| 9 września 2009 17:20 CET | Czechy · Baroš 28', 44', 45+3', 66' · Svěrkoš 47', 90+4' · Necid 86' | 7:0(3:0)Raport | San Marino | Městský fotbalový stadion, Uherské Hradiště · Widzów: 8 121 · Sędzia: Arman Amirkhanyan ( Armenia) |
|                           |                                                                      |                |            | |

| 10 października 2009 20:30 CET | Czechy · Necid 51' · Plašil 72' | 2:0(0:0)Raport | Polska | Generali Arena, Praga · Widzów: 14 010 · Sędzia: Claus Bo Larsen ( Dania) |
|                                |                                 |                |        |                                                                           |

| 10 października 2009 20:30 CET | Słowacja | 0:2(0:0)Raport | Słowenia · Birsa 56' · Pečnik 90+2' | Tehelné pole, Bratysława · Widzów: 23 800 · Sędzia: Wolfgang Stark ( Niemcy) |
|                                |          |                |                                     |                                                                              |

| 14 października 2009 | Polska | 0:1(0:1)Raport | Słowacja · Gancarczyk 3' (sam.) | Stadion Śląski, Chorzów · Widzów: 4 500 · Sędzia: Jonas Eriksson ( Szwecja) |
|                      |        |                |                                 |                                                                             |

| 14 października 2009 | San Marino | 0:3(0:1)Raport | Słowenia · Novakovič 24' · Stevanovič 67' · Šuler 81' | Stadion Olimpijski w San Marino, Serravalle · Widzów: 3 000 · Sędzia: Zsolt Szabó ( Węgry) |
|                      |            |                |                                                       |                                                                                            |

| 14 października 2009 | Czechy | 0:0(0:0)Raport | Irlandia Północna | Generali Arena, Praga · Widzów: 8 002 · Sędzia: Laurent Duhamel ( Francja) |
|                      |        |                |                   |                                                                            |